# Simetría esférica

Una diana muestra simetría esférica en dos dimensiones.

La simetría esférica es la simetría respecto a un punto central, de modo que un sistema físico o geométrico tiene simetría esférica cuando todos los puntos a una cierta distancia del punto central son equivalentes.

## Física
Un cierto número de problemas físicos de interés, especialmente relacionados con la teoría de campos, los medios continuos o la teoría cuántica son más fáciles de resolver cuando los datos de partida tiene simetría esférica, ya que la solución para ciertas magnitudes incógnitas también tendrá simetría esférica. Eso permite reducir un problema con tres coordenadas espaciales a un problema de una variable (variable radial). Por ejemplo en varias áreas de la resolución de ciertos problemas requiere estudiar la ecuación de Poisson siguiente:

{\displaystyle {\frac {\partial ^{2}\varphi }{\partial x^{2}}}+{\frac {\partial ^{2}\varphi }{\partial y^{2}}}+{\frac {\partial ^{2}\varphi }{\partial z^{2}}}=\rho (\mathbf {x} )}

Cuando la función "fuente" tiene simetría esférica, es decir:

{\displaystyle \rho (x,y,z)={\tilde {\rho }}({\sqrt {x^{2}+y^{2}+z^{2}}})\,}

El problema puede reformularse en términos de dos variables como:

{\displaystyle {\frac {\partial ^{2}{\tilde {\varphi }}}{\partial r^{2}}}+{\frac {1}{r}}{\frac {\partial {\tilde {\varphi }}}{\partial r}}+{\frac {\partial ^{2}{\tilde {\varphi }}}{\partial z^{2}}}={\tilde {\rho }}(r)}

Donde:

{\displaystyle {\begin{cases}\rho (x,y,z)={\tilde {\rho }}({\sqrt {x^{2}+y^{2}+z^{2}}}),&{\tilde {\rho }}(r)=\rho (r\sin \theta \cos \phi ,r\sin \theta \sin \phi ,r\cos \theta )\\\varphi (x,y,z)={\tilde {\varphi }}({\sqrt {x^{2}+y^{2}+z^{2}}}),&{\tilde {\varphi }}(r,z)=\varphi (r\sin \theta \cos \phi ,r\sin \theta \sin \phi ,r\cos \theta )\end{cases}}}

## Teoría de grupos
Dado un problema geométrico o físico caracterizado por un cierto número de magnitudes escalares {\displaystyle \phi (\mathbf {x} )} o propiedades tensoriales {\displaystyle T(\mathbf {x} )\in {\mathcal {T}}_{q}^{p}(\mathbb {R} ^{n})} se dice que el problema tiene simetría esférica si existen representaciones Fp, q del grupo SO(3):

{\displaystyle F_{p,q}:SO(3)\to {\mathcal {T}}_{q}^{p}(\mathbb {R} ^{n})\otimes {{\mathcal {T}}_{q}^{p}}^{*}(\mathbb {R} ^{n})}

Tales que:

{\displaystyle [F_{p,q}(\mathbf {T} )](F_{1,0}(\mathbf {x} ))=\mathbf {T} (\mathbf {x} ),\quad \phi (F_{1,0}(\mathbf {x} ))=\phi (\mathbf {x} )}

Esta última expresa la condición de que el hecho de rotar el sistema de ejes deja forminvariantes las cantidades básicas que caracterizan el problema.